# Happy (canción de The Rolling Stones)
«Happy» —en español: «Feliz»— es una canción del grupo de rock The Rolling Stones y aparece en el álbum Exile on Main St. publicado en 1972. Keith Richards es el vocalista en esta canción. Fue publicada como sencillo en julio de 1972, el segundo de este álbum, y llegó al puesto número 22 de las listas americanas.

## Historia
Acreditada a Jagger/Richards, la canción fue escrita principalmente por Keith Richards en el verano de 1971, mientras él se encontraba en villa Nellcôte, al sur de Francia. Las grabaciones básicas se realizaron en el estudio móvil de la banda, con Richards en el bajo, guitarra y voz; el productor Jimmy Miller en la batería; y el saxofonista Bobby Keys en maracas. El piano de Nicky Hopkins se agregó más tarde junto con la trompeta de Jim Price, el saxofón de Keys, la guitarra de Mick Taylor y las voces finales con la participación de Mick Jagger.
Desde 1972 Richards ha cantado a menudo Happy, transformándose esta en su "firma personal". En los shows de 1972 hasta 1978 Jagger compartió como voz principal con Richards. Las grabaciones en directo se han publicado en los álbumes Love You Live (1977) y Live Licks (2004); y la versión en estudio aparece en los álbumes recopilatorios Made in the Shade (1975), Forty Licks (2002) y GRRR! (2012).
La canción también ha sido incluida en los box sets: Ladies and Gentlemen: The Rolling Stones (1974), Stones at the Max (1992), Four Flicks (2004), The Biggest Bang (2007), Some Girls: Live in Texas '78 (2011), Sweet Summer Sun: Hyde Park Live (2013) y L.A. Friday - Live In 1975 (2014).

## Personal
Acreditados:
- Keith Richards: voz, guitarra eléctrica, bajo.
- Mick Jagger: voz.
- Jimmy Miller: batería.
- Bobby Keys: saxofón, maracas.
- Jim Price: trombón, trompeta.
- Nicky Hopkins: piano eléctrico.
- Paul Buckmaster: cuerdas.

## Versiones de otros artistas
- Spirit en su álbum Spirit of '76.
- The Pointer Sisters en su álbum Priority
- Nils Lofgren en su álbum de 1977 I Came to Dance.
- Southside Johnny en su álbum Into the Harbour.
- The Black Crowes en vivo durante su gira de 2005.[6]
- Elvis Costello en vivo durante su gira de 2009/2010.[7]
- Lucinda Williams en vivo en 2009[8]